# فرودگاه کاواس
فرودگاه کاواس (به انگلیسی: Kawass Airport) یک فرودگاه است . این فرودگاه در کشور گینه قرار دارد .